# Wohngebiet Marzahn I

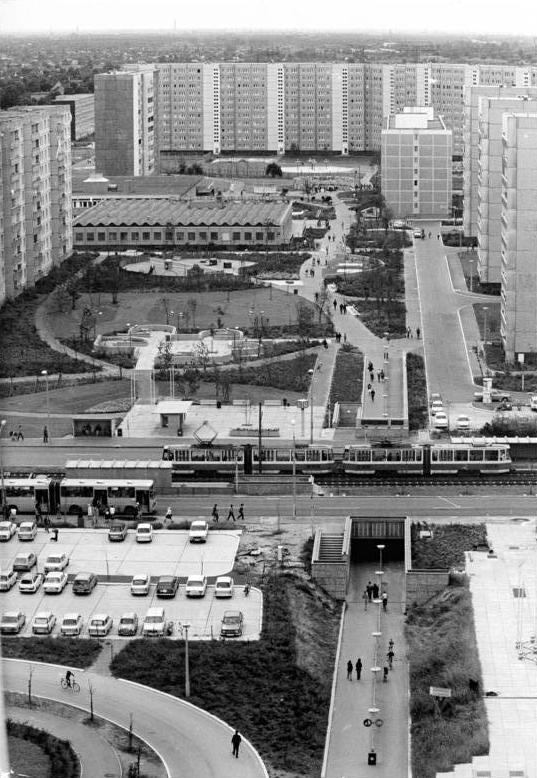
Berlin-Marzahn, 1. Wohngebiet (links am Bildrand der erste errichtete Block). Foto aus dem Jahr 1981
Fotograf: Karl-Heinz Schindler

Das Wohngebiet Marzahn I ist ein Wohngebiet im Berliner Ortsteil Marzahn des Bezirks Marzahn-Hellersdorf. Es wird begrenzt von der Märkischen Allee, dem Siedlungsgebiet Marzahn an der späteren Poelchaustraße, der Ortslage Biesdorf-Nord im Osten und dem Biesdorfer Kreuz.

## Geschichte

### 1977: Neue Wohnbauten auf dergrünen Wieseentstehen
Das zuvor landwirtschaftliche genutzte Gebiet hat eine Fläche von 86,7 Hektar und war stadttechnisch unerschlossen. Zwischen 1976 und 1985 entstand auf früherem landwirtschaftlichem Nutzland das erste Wohngebiet nach städtebaulichen Konzeptionen von Peter Schweizer, Heinz Graffunder, Thorleif Neuer, Jörg Piesel und Dieter Schulze sowie nach den Entwürfen von Edith Diehl, Joachim Felke und Wolf-R. Eisentraut. Der Verband Bildender Künstler der DDR formierte ein Kollektiv für die Erarbeitung einer Konzeption zur künstlerischen Gestaltung des Wohngebiets. Diesem gehörten unter der Leitung von Rolf Walter Karl Blümel, Lutz Brandt, Horst Göhler (* 1939), Peter Hoppe, Ingeborg Hunzinger, Kurt-Heinz Rudolf (* 1927), Heinrich Tessmer und Gunter Wächtler an.
Die Arbeiter des Tiefbaukombinats Berlin begannen auf einem freien Feld am 11. April 1977 mit dem Ausheben einer Baugrube. Die Montagebrigade Peter Zeises vom VEB Wohnungsbaukombinat Berlin setzte am 8. Juli 1977 die erste Platte für das Haus des Typs QP 71 in der heutigen Marchwitzastraße 35–45. Genau zwei Monate später, am 2. September 1977, konnte das Richtfest gefeiert werden. Die ersten Mieter zogen rund 14 Wochen später, am 18. Dezember, in ihre Wohnungen ein.
An der Allee der Kosmonauten Ecke Marchwitzastraße weihte das damalige Bezirksamt Marzahn am 24. Oktober 1979 eine vom Bildhauer Alfred Bernau geschaffene Stele in Gestalt einer stilisierten Richtkrone ein, die an die ersten Marzahner Wohngebäude erinnert. Die aus der danebenstehenden Betonwand herausgeschnittene Figur symbolisiert den Baubrigadier Peter Zeise beim Zeichen zum Hochziehen der ersten Bauplatte; in einer Inschrift wird der Richtspruch wiedergegeben. Die ersten neu geborenen Kinder im Wohngebiet waren die Zwillinge Constance und Christian Hämmerling, die am 13. März 1978 im Krankenhaus Kaulsdorf zur Welt kamen. Am 6. Juli 1978 konnte Familie Großkopf die 1000. Wohnung in der Luise-Zietz-Straße 129 beziehen, gleichzeitig war dies seit dem Beginn des Wohnungsprogramms 1971 die einmillionste fertiggestellte Wohnung in der DDR.
Bereits am 28. April 1977 wurde in der Marchwitzastraße die erste Konsum-Kaufhalle für die Bauarbeiterversorgung eröffnet. Sie entstand nach Plänen von Roland Steiger. Ende 1977 konnten hier die ersten Neumarzahner einkaufen; noch heute (Stand: August 2017) ist sie als Rewe-Supermarkt in Betrieb. Die erste Klubgaststätte Biesdorfer Kreuz ist am 24. Februar 1978 eröffnet worden.

### Beschreibung der Wohnungs- und Gesellschaftsbauten
Die für den Wohnungsbau verwendeten Großplatten stammten aus dem ersten Werk, das zum Wohnungsbaukombinat in der Hauptstraße an der Rummelsburger Bucht gehörte. Die Zuschlagstoffe, wie Zement, wurden auf dem Wasserweg herangeschafft, die fertigen Bauteile wurden mit Tiefladern von der Grünauer Straße in Köpenick und von der Rummelsburger Hauptstraße rund um die Uhr zur Großbaustelle transportiert. Im Jahr 1977 hatte die DDR weitere Anlagen zur Plattenproduktion, die aus Finnland importiert worden waren, in Betrieb genommen: in der Falkenberger Straße in Hohenschönhausen und im Oktober 1980 in Vogelsdorf. Von nun an kamen die vorgefertigten Platten von dort.

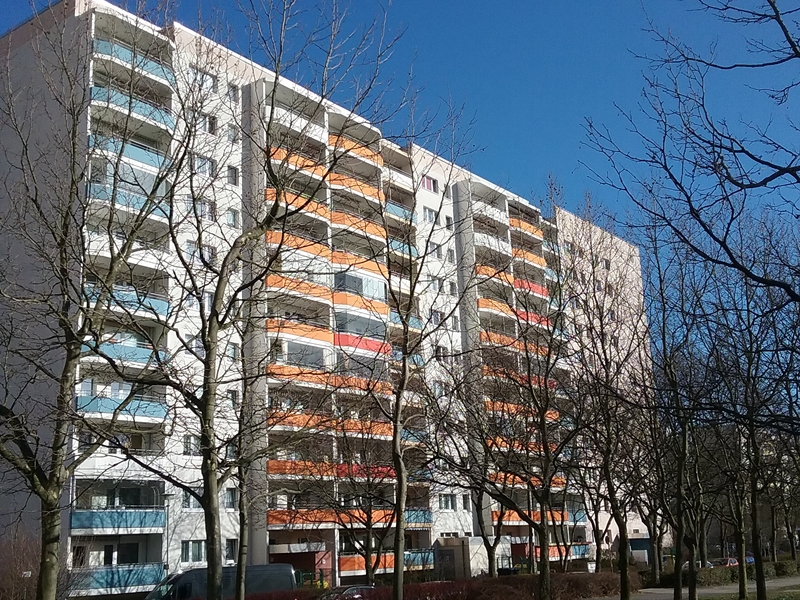
Wohnhaus Allee der Kosmonauten 61–65

Im Wohngebiet entstanden bis Ende 1985 insgesamt 8665 Wohnungen, davon 3460 Wohnungen des Typs WBS 70, elfgeschossig, 2574 Wohnungen der QP-71-Serie, zehngeschossig, 1032 Wohnungen der Wohnhochhausserie (WHHS) SK, 22- und 25-geschossig, 864 Wohnungen der 18-, 21- und 25-geschossigen Bauten sowie 735 Wohnungen WBS 70, fünfgeschossig.
Im ersten Baujahr, 1977 entstanden 243 Wohnungen, ein Jahr später stieg die Zahl der fertiggestellten Wohnungen auf 4089. Innerhalb von nur drei Jahren waren 85,8 Prozent aller geplanten Wohnungen im ersten Wohngebiet fertiggestellt.
Die allerersten Wohnungen in der Marchwitzastraße dienten zunächst als Standort für die Bauleitungen und für die Deutsche Volkspolizei, was später erhalten blieb. Erst nach der politischen Wende wurden die Räume auf Druck der Bevölkerung geräumt und danach als Wohnungen wieder genutzt.
In das im Jahr 1979 fertiggestellte Seniorenheim am Murtzaner Ring 68 zog nach 1990 das Arbeitsamt VIII ein. Die beiden anderen Pflegeheime in der Märkischen Allee 68 werden aktuell als Kursana-Seriorenzentrum und das Seniorenheim im Ketschendorfer Weg 33 wird vom Deutschen Roten Kreuz weitergenutzt. An der Ecke Poelchaustraße/Murtzaner Ring entstanden 1978/1979 eine Kaufhalle und eine Gaststätte sowie am Murtzaner Ring 71 ein Dienstleistungszentrum mit einer chemischen Reinigung, ein Friseursalon, eine Poststelle, ein Jugendklub und ein Blumenverkauf. Der Springpfuhlpark entstand in den Jahren 1976 und 1979 und wurde von 2005 und 2014 umgestaltet.

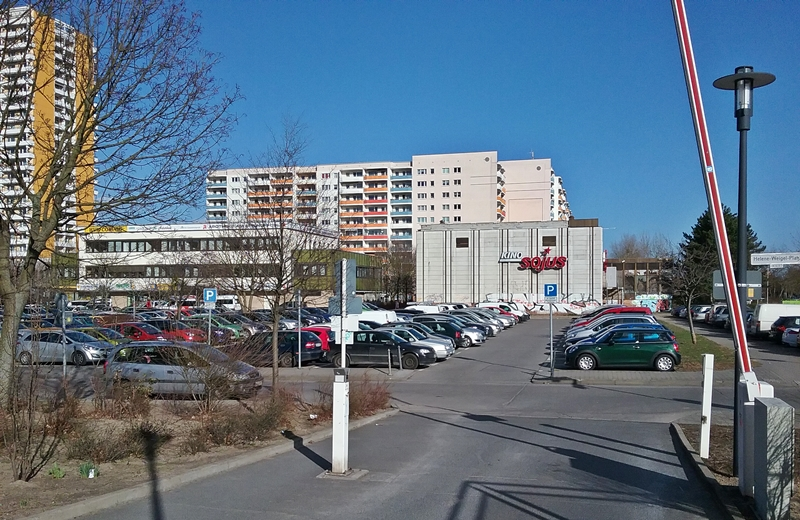
Helene-Weigel-Platz mit Kino und Gesundheitszentrum

Zwischen den Jahren 1981 und 1986 entstand nach den Plänen Heinz Graffunders und der Projektanten Wolf-R. Eisentraut, Michael Kny, Wolfgang Ortmann und anderen der Helene-Weigel-Platz mit einer Poliklinik, inzwischen Gesundheitszentrum Ernst-Ludwig-Heim, der Schwimmhalle Helmut Behrendt, dem Kino Sojus, dem Rathaus Marzahn und einem Warenhaus.
Als Anerkennung der Planungs- und Bauleistungen für das Wohngebiet I mit den Einrichtungen um das damalige Zentrum Marzahner Promenade vergab die Bauakademie der DDR den beteiligten Architekten einen Architekturpreis.

### Nach 1990
Die neu gegründete Wohnungsbaugesellschaft Marzahn mbH sowie weitere Wohnungsbaugenossenschaften – u. a. Erste Marzahner Wohnungsgenossenschaft, Wohnungsbaugenossenschaft DPF (hervorgegangen aus der AWG Deutsche Post, seit 1963 AWG Deutsch-Polnische Freundschaft der Deutschen Post [DPF]) und Fortuna – haben nach der politischen Wende den gesamten Plattenwohnungsbestand übernommen. Dem folgten Wohnumfeldverbesserungen, eine Vollsanierung mit Entkernung sowie Teilsanierungen ihrer Bauten.
In den Jahren 1994 und 1995 entstanden östlich des Springpfuhlparks die Park-Arkaden, geplant von Günther Zeiss im Auftrag der D.D.C. Planungs-Entwicklungs- und Management. Auf 5000 m² fanden 23 Geschäfte Platz, die Baukosten betrugen 20 Millionen Mark. Am 19. Juli 1995 wurde die Ladenpassage eröffnet. Dies war nach der Wende das erste Marzahner Einkaufszentrum. Mit dem Auszug des Penny-Supermarktes im Jahr 2011 setzte jedoch ein Niedergang ein, der im Sommer 2015 mit dem Auszug des letzten Passagen-Mieters ein vorläufiges Ende fand. Die Zukunft des Objektes war lange Zeit unklar.
Im Jahr 2018 sammelte das Bezirksamt zum Bürgerhaushalt Ideen für eine neue Nutzung oder für eine Umgestaltung, unter anderem kam aus dem Stadtteilzentrum der Vorschlag einer Weiternutzung (nach Sanierung) für kleinteiligen Handel, Dienstleistungseinrichtungen oder Kulturprojekte. Lange Zeit tat sich trotzdem nichts, sodass im Mai 2020 der Abriss beschlossen wurde, weil die 2017 erteilte Baugenehmigung auslief. Auf der Fläche werden vom Eigenütmer zwei siebengeschossige Wohngebäude geplant, der Abriss der maroden Arkaden hat im Dezember 2020 begonnen. Für die Flächennutzung hat die BVV die Baugenehmigung bis zum Mai 2021 verlängert, die nachträgliche Beteiligung der Einwohner Marzahns wird angemahnt. Bauherr ist das Unternehmen Caster Investment S.A. mit Sitz in Luxemburg. Kritik wird daran geübt, dass keine Infrastruktur wie Kindergärten oder Schulen in diesem Zusammenhang beauftragt wurden.